# Хафт син
Хафт син (перс. هفت‌ سین‎, изначально هفت‌ چین: Хафт Чин) — иранская традиция праздничного стола к празднику Новруза (нового года). Хафт син включает себя 7 (хафт) элементов, названия которых начинаются с буквы ﺱ — «Син», пятнадцатой буквы персидского алфавита:
1. سیر (сир) — чеснок, символ медицины;
2. سیب (сиб) — яблоки, символ красоты и здоровья;
3. سبزه (сабзе) — проростки (пшеницы или чечевицы), символ возрождения природы;
4. سنجد (сенджед) — лох, символ любви;
5. سرکه (серке) — уксус, символ мудрости и терпения;
6. سمنو (саману) — хлебный пудинг, символ достатка;
7. سماق (сомаг) — сумах, символ рассвета.

Распространен обычай накануне Новруза приносить «Хафт Син» на могилы к родственникам, чтобы усопшие также могли принять участие в празднике.

## Происхождение Хафт Сина
«Хан-е Ноуруз» или столом в честь Новруза называют большую тканевую скатерть, которую расстилают в начале весны перед наступлением Нового года. На эту скатерть ставят еду и традиционные для Новруза предметы. Каждый из семи основных предметов еды, которые кладут на скатерть в честь Новруза, начинаются в персидском языке на букву «син». В связи с этим в персидском разговорном языке распространилось ещё одно название такой скатерти «софре-йе хафтсин» (скатерть хафтсин).
Расстилание на столе скатерти в честь Новруза и её украшение семью предметами еды — это старинные иранские обычаи. Согласно историческим преданиям, в эпоху Сасанидов (224—651 гг.) один человек ранним утром на Новруз, взяв с собой серебряный поднос, на котором положил по семь зерен пшеницы, ячменя, бобов, чечевицы, кунжута и риса, а также немного сахара, динаров и дирхемов, пришел на собрание, где сидел шах, и преподнес свой поднос шаху.

## Современное празднование Хафт Сина
Иранцы украшают стол на Новруз семью предметами еды, в зависимости от климатической, социальной и культурной ситуации в тех регионах, где они живут. Её выставление производится в соответствии с положением человека. Наиболее распространенным является «стол хафтсин», на котором должны быть красные яблоки, облепиха, солодовая халва, уксус, сумах, цветы гиацинта, чеснок или семена посевной чернушки.
Некоторые считают, что «хафтсин» — это упрощенное прочтение словосочетания «хафтсини» («хафтчини», букв. «собирание семи [плодов]»). В древности существовала традиция преподношения собранных фруктов и сухофруктов правителю, где каждый из семи плодов символизировал тот или иной плод, выращиваемый на иранской земле.
Помимо 7 вышеупомянутых праздничных яств, на праздничный стол также могли выставляться: зеркало, тюльпаны, свечи, Авеста (в зороастрийской традиции), Коран (в семьях, исповедающих ислам), кубок, наполненный водой, в котором бы находились зеленые листья самшита и померанца, сосуд, в котором были бы золотые рыбки, цветы нарцисса и гиацинта, несколько сваренных и раскрашенных яиц, красный гранат, хлеб сангак и тафтун, тарелка с традиционными блюдами сабзи поло, куку сабзи и рыбой, серебряные монеты, символизирующие у шиитов монеты имама Махди, подкрашенные семена гармалы, молоко, традиционный иранский йогурт, сыр, зелень, сладости, а также пророщенные ростки пшеницы, ячменя, чечевицы или семена жерухи.
Каждый из предметов, украшающих праздничный стол, имеет символическое значение. Так, например, зеркало — это символ чистоты и искренности, а также отражение вечного существования и человеческой доли и судьбы. Свеча — символ света и сияния, а также победы над тьмой и мраком. Яйцо — это символ творения и размножения. Золотая рыбка и листья самшита, которые ставят на стол — это символ Анахиты — богини воды и жизни. Зелень — признак роста и жизни. Гранат олицетворяет плодородие и изобилие. Хлеб — священный символ благодати и изобилия. Гармала и чеснок используются для того, чтобы защититься от злых духов. Пророщенная зелень, которая была на столе в честь Новруза, впоследствии опускается в воду 13 фарвардина.
Зороастрийцы Ирана украшают праздничный стол тремя подносами, на каждый из которых ставятся 7 видов сладостей, свежих фруктов и сухофруктов, что в свою очередь символизирует 7 бессмертных святых Амеша-Спента. Зороастрийцы верят, что в фарвардеган (10 священных дней, с 26 эсфанда по 5 фарвардина) духи этих святых слетают с небес на землю, чтобы разделить трапезу Новруза со смертными.
В эти дни принято поминать почивших, и, зажигая в их честь светильники, праздновать воскресение мертвых и сошествие духов умерших на землю, чтобы присоединиться к живым и сесть с ними за трапезу в Новруз.
Фактически, стол на Новруз является столом с угощениями для духов, который иранцы расстилали в начале Нового года и в дни фарвардеган, чтобы вызвать и принять духи богов и души умерших предков. Стол честь Новруза играл роль, сходную с традицией накрывания стола в честь самой длинной ночи в году (Ялда) и религиозных благотворительных обедов. Стол в честь Новруза играет исключительно важную роль в том, чтобы собрать членов семьи и духов умерших за одним столом, стереть пыль раздоров и обид среди членов семьи, создать мир, примирение, дружбу и взаимосвязь между людьми и духами предков и богов. Где бы иранцы ни были, в пути или дома, далеко или близко от своего жилища, стараются прибыть домой до Нового года, чтобы присутствовать вместе с членами семьи за столом в честь Новруза, имеющим сакральный смысл. Считается, что человек, который застал Новый год вдали от дома и не за праздничным столом, до конца года будет скитаться вдали от дома и будет лишен помощи божеств и духов усопших.